# Lilla My
Lilla My är en litterär figur i Tove Janssons berättelser om Mumintrollen. Hon hade sitt första framträdande 1950 i boken Muminpappans memoarer och medverkar därefter i alla Muminböckerna utom Sent i november, där hon ändå nämns. Lilla My är mycket liten till växten – hon kan få plats i en ficka – och tillhör mymlornas släkte. I den japanska animerade TV-serien hör hon till huvudfigurerna och är med redan från början.

## Personlighet
Lilla My är aggressiv, busig och viljestark, men också rättvis och vänskaplig. Hon ställer alltid upp för Mumintrollen om de behöver hjälp och hon är inte elak utan bara busig. Trots sin lilla storlek är Lilla My aldrig rädd och brukar istället retas med figurer av mer lättskrämd karaktär, däribland Sniff. Hon kan även beskrivas som lite av en "pojkflicka" då hon inte är särskilt feminin av sig. Hon är aldrig ledsen, utan antingen bara glad eller arg (när hon blir riktigt arg bits hon).
När något faller i Lilla My vill hon göra det på en gång, såvida det inte skadar någon. Hon vill lära sig om saker som är farliga och följer gärna med på Muminvännernas äventyr trots att hon är så liten. Likt andra mymlor har också Lilla My sitt hår hårt uppstramat i en tofs som pekar rakt upp. Hon går i röd klänning och svarta handskar och skor. När Tove Jansson själv var liten var hon ganska lik Lilla My.

## Familj
Lilla My föddes i Muminpappans memoarer som den yngsta av Mymlans 30 ungar och är lillasyster till Mymlans dotter (senare känd som bara "Mymlan"). Att Lilla My och Snusmumriken har samma mor och således är halvsyskon nämns bara som hastigast i boken. Det är dock inte känt vem som är Lilla Mys far. I novellen En hemsk historia ur boken Det osynliga barnet förekommer också Mys mormor, som beskrivs som "arg". Muminfamiljen har adopterat Lilla My efter att Muminpappan träffade på henne under ett av sina äventyr, vilket betyder att hon är äldre än Mumintrollet. Under Lilla Mys uppväxt var det Mymlans dotter som fick ta hand om henne men numera bor hon i Muminhuset.
Namnet Lilla My kommer från den grekiska bokstaven μ (my), som symboliserar "en miljontedel", alltså något mycket litet.

## Röster i film och TV
| År      | Film / serie                    | Röst                                                |
| ------- | ------------------------------- | --------------------------------------------------- |
| 1969    | Mumintrollet                    | Elina Salo                                          |
| 1973    | Jul i Mumindalen                | Christina Schollin                                  |
| 1990–91 | I Mumindalen                    | Elina Salo (finsk) / Lilli Sukula-Lindblom (svensk) |
| 1992    | Kometen kommer                  | Elina Salo (finsk) / Lilli Sukula-Lindblom (svensk) |
| 2010    | Mumintrollens farliga midsommar | Outi Alanen (finsk) / Joanna Wingren (svensk)       |